# كارلوس سينغلتون
كارلوس سينغلتون (بالإنجليزية: Carlos Singleton)‏ هو لاعب كرة قدم أمريكية أمريكي، ولد في 15 فبراير 1987 في براونزفيل في الولايات المتحدة.